# Sueliton Pereira
Sueliton Pereira de Aguiar, mais conhecido como Sueliton (Vitória de Santo Antão, 19 de agosto de 1986), é um futebolista brasileiro que atua como lateral-direito. Atualmente joga pelo Próspera.

## Carreira

### Início
Nascido em Vitória de Santo Antão, Sueliton começou sua carreira no Vitória das Tabocas. Foi para o clube de pernambucano Porto-PE, permanecendo no clube por quatro anos.

### 7 de Setembro e Sergipe
Nas seguintes temporadas, ele jogou no clube 7 de Setembro, e no Sergipe.

### Porto-PE e Vitória das Tabocas
Retornou ao Porto-PE durante a temporada de 2009. E na temporada seguinte, retornou ao Vitória das Tabocas.

### Botafogo
Em 2010 acertou com o Botafogo.

### São José-RS
No ano de 2011, Sueliton foi para o São José-RS e rapidamente se destacou na lateral direita. Em sua única temporada com o clube, ele jogou 16 jogos e marcou 2 gols, sendo eleito como o melhor lateral direito da competição.

### Rayo Vallecano
No dia 2 de junho de 2011, foi anunciado como primeira contratação do clube Rayo Vallecano para a próxima disputar a Primeira Divisão. No entanto, não conseguiu se firmar e rescindiu seu vínculo em 20 de dezembro de 2012.

### Criciúma
Em 17 de janeiro de 2013, foi para o Criciúma. Após jogar regularmente durante o Campeonato Catarinense, fez sua estréia na Série A em 7 de julho, na derrota por 2-3 fora de casa contra o Atlético Mineiro.

### Atlético Paranaense
Após uma boa temporada no clube catarinense, o jogador assinou com o Atlético Paranaense no dia 14 de janeiro de 2014.

### Joinville
Mesmo fazendo mais uma boa temporada, Sueliton deixou o Atlético Paranaense. E em 19 de fevereiro de 2015, acertou sua chegada ao Joinville.

### Figueirense
Em 10 de julho de 2015, o Figueirense anuncia a contratação do lateral.

### Goiás
Em 30 de dezembro de 2015, o Goiás anuncia a contratação do  lateral.

### Náutico
Em 25 de fevereiro de 2017, o Náutico anuncia a contratação do lateral.

### Mirassol
Em 12 de janeiro de 2018, o Mirassol anuncia a contratação do lateral para a disputa do Campeonato Paulista.

### Criciúma
Em fevereiro de 2018, O Criciúma, comandado por Argel Fucks, repatria o atleta para reforçar Tigre no estadual.

## Títulos
ABC
- Campeonato Brasileiro - Série C: 2010

Criciúma
- Campeonato Catarinense: 2013

Goiás
- Campeonato Goiano: 2016